# Consonante alveolopalatal

Posición de la lengua en una fricativa alveolo-palatal

Una consonante alveolo-palatal es aquella consonante cuyo punto de articulación se encuentra entre los alvéolos y el paladar  duro (consonante post-alveolar), con la lengua más cerca del paladar que para una consonante palato-alveolar, lo que resulta en un mayor grado de palatalización.
Los sonidos alvéolo-palatales se encuentran en particular en el chino mandarín y en el polaco.

## AFI
El Alfabeto Fonético Internacional enumera los siguientes alveolopalatales :
| API | Descripción                      | Ejemplo | Ejemplo    | Ejemplo       | Ejemplo     |
| API | Descripción                      | Lengua  | Ortografía | AFI           | Significado |
| --- | -------------------------------- | ------- | ---------- | ------------- | ----------- |
| t͡ɕ  | Africada alveopalatal sorda      | Chino   | 京         | [ t͡ɕi55ŋ]     | capital     |
| d͡ʑ  | Africada alveopalatal sonora     | Polaco  | dzwięk     | [ d͡ʑ vi ɛ j̃k] | suyo        |
| ɕ   | Fricativa alveolo-palatal sorda  | Chino   | 星         | [ ɕyo55 ŋ]    | estrella    |
| ʑ   | Fricativa alveolo-palatal sonora | Polaco  | źle        | [ ʑ lɛ ]      | mal         |
| ɕʼ  | Fricativa alveopalatal eyectiva  | Adigués | щӏэ        | [ ɕʼ a ]      | nuevo       |